# Meliphacator provocator
El mielero de la Kadavu o pájaro miel provocador (Meliphacator provocator) es una especie de ave paseriforme de la familia Meliphagidae, la única en el género monotípico Meliphacator, anteriormente situada en Xanthotis. Es endémica de Fiyi.

## Distribución
Es endémica de las islas Kadavu en Fiyi, donde vive en bosques húmedos y manglares.